# Repubblica Autonoma Abcasa
La Repubblica autonoma Abcasa (in georgiano აფხაზეთის ავტონომიური რესპუბლიკა?, Apkhazetis Avt’onomiuri Respublika) è de iure una regione della Georgia con status di repubblica autonoma, e il suo governo legittimo è attualmente in esilio. Dal 2006 al 2008, il governo della Repubblica autonoma si trovava nel territorio dell'Abcasia, nel villaggio di Chkhalta, allora controllato dalla Georgia.
Il governo in esilio è formato da un Consiglio dei ministri e da un parlamento, il Consiglio Supremo.

## Popolazione
La demografia dell'Abcasia ha subito molti cambiamenti dal 1990. Al tempo dell'ultimo censimento sovietico nel 1989 essa aveva una popolazione di circa 500 000 unità, dei quali il 48% erano georgiani (principalmente della Mingrelia) e solo il 17% abcasi.
Nel 1993 una pesante guerra portò l'Abcasia ad uscire dalla Georgia e l'intera popolazione di origine georgiana (circa 250 000 persone, virtualmente tutta la popolazione della parte orientale dell'Abcasia) abbandonò la piccola Repubblica, in quella che è stata definita la "pulizia etnica dei georgiani in Abcasia". In conseguenza di questi avvenimenti, la popolazione della repubblica si trova ad essere ora composta per il 45% da abcasi, e per il resto da russi, armeni, georgiani (molto pochi), greci del Ponto ed ebrei.
La seguente tabella riassume i dati dei censimenti tenutisi in Abcasia.
| Anno                | Georgiani       | Abcasi         | Russi          | Armeni         | Greci          | Totale  |
| ------------------- | --------------- | -------------- | -------------- | -------------- | -------------- | ------- |
| Censimento del 1926 | 36,3% (67 494)  | 30,1% (55 918) | 6,7% (12 553)  | 13,8% (25 677) | 7,6% (14 045)  | 186 004 |
| Censimento del 1939 | 29,5% (91 967)  | 18,0% (56 197) | 19,3% (60 201) | 15,9% (49 705) | 11,1% (34 621) | 311 885 |
| Censimento del 1959 | 39,1% (158 221) | 15,1% (61 193) | 21,4% (86 715) | 15,9% (64 425) | 2,2% (9 101)   | 404 738 |
| Censimento del 1970 | 41,0% (199 596) | 15,9% (77 276) | 19,1% (92 889) | 15,4% (74 850) | 2,7% (13 114)  | 486 959 |
| Censimento del 1979 | 43,9% (213 322) | 17,1% (83 087) | 16,4% (79 730) | 15,1% (73 350) | 2,8% (13 642)  | 486 082 |
| Censimento del 1989 | 45,7% (239 872) | 17,8% (93 267) | 14,3% (74 913) | 14,6% (76 541) | 2,8% (14 664)  | 525 061 |
| Censimento del 2003 | 21,3% (45 953)  | 43,8% (94 606) | 10,8% (23 420) | 20,8% (44 870) | 0,7% (1 486)   | 215 972 |

### Lingua
- Abcaso - 46%
- Russo - 39%
- Georgiano - 14%.[8]